# Lyropteryx cleadas
Lyropteryx cleadas är en fjärilsart som beskrevs av Druce 1875. Lyropteryx cleadas ingår i släktet Lyropteryx och familjen Riodinidae. Inga underarter finns listade i Catalogue of Life.